# Feuerwerker
Feuerwerker (dal tedesco Feuer: fuoco; Werker: lavoratore) erano tecnici o specialisti delle forze armate dei paesi di lingua tedesca responsabili della manutenzione delle munizioni.
Dal tardo Medioevo fino all'inizio dell'età moderna un Feuerwerker era un artigiano altamente specializzato con una conoscenza dettagliata dei segreti gelosamente custoditi della produzione della polvere da sparo. Dal XIX secolo Feuerwerker divenne anche un grado nelle forze armate austriache, tedesche e russe.

## Storia

### Russia
Nell'esercito imperiale russo questo grado (russo: Фейерверкер; traslitterato: Fejerverker) è apparso all'inizio del XVIII secolo, inizialmente solo nelle "truppe giocattolo" ed era uguale al grado di caporale di artiglieria.
Dopo la riforma del 1884, nell'artiglieria apparvero due gradi:
- Vice-fejerverker  (russo: младший фейерверкер; traslitterato: Mládšij fejerverker), equiparato ai sottufficiali subalterni degli altri rami dell'esercito
- Fejerverker scelto старший фейерверкер; traslitterato: Stáršij fejerverker), assimilato ai sottufficiali superioei (capoplotone).

Il grado veniva assegnato ai migliori bombardieri e artiglieri: “I fejerverker erano accuratamente preparati sia teoricamente che soprattutto praticamente per l'adempimento immediato dei compiti di comandante dei cannoni e per la sostituzione del comandante del plotone ed erano assistenti indispensabili degli ufficiali e servivano da esempio a tutti i soldati della batteria in termini di conoscenza pratica del servizio, consapevolezza del dovere e dedizione.
Nell'artiglieria russa il grado più alto di sottufficiale, introdotto da Pietro I nei "reggimenti giocattolo" alla fine del XVII secolo, e all'inizio del XVIII secolo fu sancito dalla legislazione dalla Carta militare di 30 marzo (10 aprile) 1716. La funzione del grado prevedeva il comando di un plotone di artiglieria, cioè un equipaggio di due cannoni, e aveva sotto il suo comando un vice-feuerwerker.

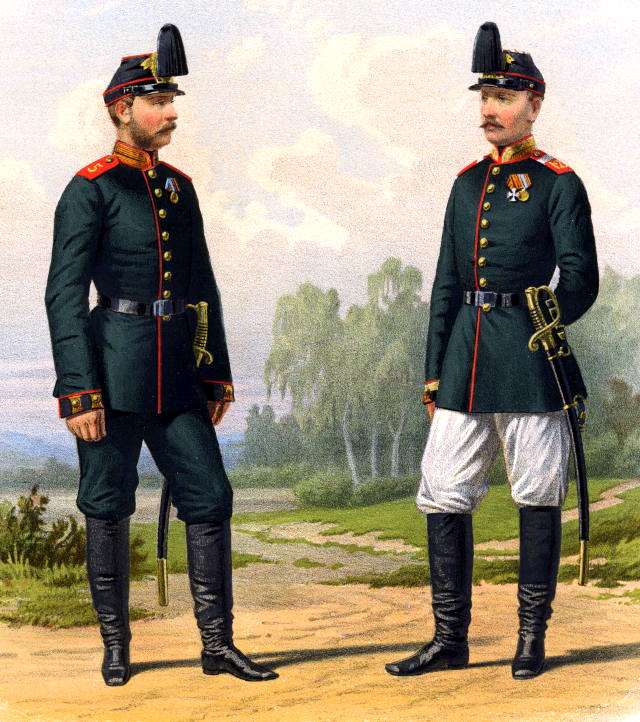
cannoniere (sinistra) e Fejerverker (destra) dell'Esercito Imperiale Russo (1878)

| Fanteria                                                               | Artiglieria                                                     | Cavalleria                                                             | Cosacchi                                                  | Distintivi di grado |
| ---------------------------------------------------------------------- | --------------------------------------------------------------- | ---------------------------------------------------------------------- | --------------------------------------------------------- | ------------------- |
| Gradi dei Sottufficiali                                                |                                                                 |                                                                        |                                                           |                     |
| младший унтер-офицер mládšij Unter-oficer (sottufficiale di 2ª classe) | младший фейерверкер mládšij fejerverker (cannoniere subalterno) | младший унтер-офицер Mládšij Unter-oficer (sottufficiale di 2ª classe) | младший урядник mládšij urjadnik (ordinario di 2ª classe) |                     |
| старший унтер-офицер stáršij unter-oficer (sottufficiale di 1ª classe) | старший фейерверкер stáršij fejerverker (cannoniere scelto)     | старший унтер-офицер stáršij unter-oficer (sottufficiale di 1ª classe) | старший урядник stáršij urjadnik (ordinario di 1ª classe) |                     |
| фельдфебель Fel'dfebel' (aiutante)                                     | фельдфебель Fel'dfebel' (fel'dfebel')                           | вахмистр Vachmistr (mastro-guardia)                                    | вахмистр Vachmistr (mastroguardia)                        |                     |
| подпрапорщик podpraporščik (vice alfiere)                              | подпрапорщик podpraporščik (vice alfiere)                       | -                                                                      | подхорунжий podpraporščik (vice alfiere)                  |                     |
| зауряд-прапорщик zaurjad-praporščik (alfiere ordinario)                | зауряд-прапорщик (alfiere ordinario)                            | -                                                                      | -                                                         |                     |

## Germania
La funzione di feuerwerker è citata per la prima volta in un documento del 1406 a Norimberga. Il suo compito principale era inizialmente quello di azionare i cannoni d'artiglieria dell'epoca e di fabbricare proiettili. Nell'artiglieria più antica, i feuerwerker venivano utilizzati per azionare proiettili (palle, mortai) e, insieme agli armaioli, che erano responsabili delle armi da fuoco, soprattutto per la fanteria, costituivano il grado più basso tra gli artiglieri. Nel 1533 l'imperatore Carlo V pubblicò un'ordinanza sull'organizzazione dei feuerwerker che servì da guida per secoli. A capo di un laboratorio c'era un “maestro dei fuochi d'artificio” che era un ufficiale. Fino alla metà del XVII secolo i feuerwerker, organizzati professionalmente, per via delle particolari conoscenze e competenze richieste per il loro lavoro appartenevano agli strati privilegiati della classe dei soldati.
Con la formazione degli eserciti permanenti nei Länder tedeschi i feuerwerker furono assunti come personale amministrativo con il grado di subordinati nelle truppe di artiglieria tra la fine del XVII e l'inizio del XVIII secolo e in Prussia nel 1683. Da allora il feuerwerker divenne un grado dei sottufficiali di artiglieria.
Furono fondate scuole speciali, come ad esempio nel 1840 una scuola superiore di artiglieria a Berlino e una scuola simile a Monaco nel 1876. 
Dal 1868, dopo aver superato un esame speciale, il feuerwerker poteva essere promosso tenente e successivamente anche capitano del Deutsches Heer.
Nel 1901 i feuerwerker furono subordinati al Feldzeugmeister.
Allo scoppio della prima guerra mondiale, le scuole superiori per feuerwerker  vennero chiuse e fu solo nel 1918 che a Berlino-Spandau fu ripristinata una scuola di guerra per feuerwerker.

### Impero austro-ungarico
Feuerwerker era un grado militare delle forze armate austro-ungariche (1867-1918).
Nelle aorze armate austro-ungariche Feuerwerker equivaleva a:
- Beschlagmeister I. Klasse (Maestro fabbro di 1ª classe) della cavalleria;
- Feldwebel della fanteria;
- Oberjäger (Sergente maggiore) delle truppe da montagna;
- Regimentshornist (italiano: trombettiere del reggimento);
- Regimentstambour (italiano: tamburino del reggimento),
- Wachtmeister della cavalleria;
- Waffenmeister I. Klasse (italiano: Maestro d'armi di 1ª classe) degli arsenale di artiglieria e armi;
- Einjährig-Freiwilliger-Feldwebel (volontario in ferma annuale);
- Kadett-Feldwebel (aspirante ufficiale nel grado di sergente maggiore).

L'insegna del grado era una mostrina sulla gorgiera sul colletto rialzato e consisteva in tre stelle a sei punte bianche su un tessuto stretto di 13 mm di seta gialla sfilacciata. il colore della gorgiera e il colletto rialzato variavano secondo l'arma di appartrnenza.
| Distintivi di grado | Distintivi di grado | Distintivi di grado | Distintivi di grado | Distintivi di grado |  |
| Distintivo di grado |                     |                     |                     |                     |  |
| ------------------- | ------------------- | ------------------- | ------------------- | ------------------- |  |
| Grado               | Feuerwerker         | Wachtmeister        | Oberjäger           | Feldwebel           |  |
| Arma                | Artiglieria         | Cavalleria          | Truppe da montagna  | Fanteria            |  |
|                     |                     |                     |                     |                     |  |
| (Italiano)          | (Sergente maggiore) | (Sergente maggiore) | (Sergente maggiore) | (Sergente)          |  |